# Le Baptême
Le Baptême (рус. Крещение) — дебютный студийный альбом французского музыканта Матье Шедида, вышедший в 1997 году.

## Об альбоме
Альбом носит название «Крещение» — это первый альбом Матье, его «музыкальное крещение». В песнях много текста и некоторая «детская» атмосфера, хотя гитара и бас уже присутствуют. Спокойные композиции, например, La Fleur здесь чередуются с ритмическими, такими как Souvenir du futur и Machistador. Последняя стала главным хитом музыканта, в то время она звучала из каждого радиоприёмника. Было снято два клипа: на расширенную версию песни Machistador, в нём впервые появился герой -М-, хотя ещё не в том образе, который закрепился позднее и Nostalgic du cool — здесь ярко представлен контраст между Матье и -М-, в первой части клипа Шедид предстаёт незаметным человеком в сером костюме, во второй же он превращается в яркого и весёлого -М-. Образ -М- наконец сформировался и остался таким до выхода альбома «Mister Mystère».

## Список композиций
| №   | Название                 | Продолжительность |
| --- | ------------------------ | ----------------- |
| 1.  | La Fleur                 | 2:59              |
| 2.  | Le Baptême               | 4:06              |
| 3.  | L’Amour ma thématique    | 2:50              |
| 4.  | Nostalgic du cool        | 3:41              |
| 5.  | Manque de Q              | 3:56              |
| 6.  | Je suis une cigarette    | 3:36              |
| 7.  | La mort de l'âme         | 2:16              |
| 8.  | Pick pocket              | 3:33              |
| 9.  | Les Acariens             | 4:52              |
| 10. | Le rose pourpre du coeur | 3:13              |
| 11. | Coup de vent             | 3:40              |
| 12. | Le temps mue             | 3:32              |
| 13. | Machistador              | 3:46              |
| 14. | Souviens-toi             | 3:57              |
| 15. | Souvenir du futur        | 3:57              |
| 16. | Machistador (extended)   | 8:04              |
| 17. | Céline attendue          | 13:11             |